# Блюз-рок
Блюз-рок — гибридный музыкальный жанр, разновидность рок-музыки, объединяющий элементы стилей блюз и рок. Основу блюз-рокового звучания составляют электрогитара, бас-гитара и ударная установка, причём звук электрогитары подвергается искажению «овердрайв», обычно с помощью лампового гитарного усилителя.
Блюз-рок начал своё развитие в середине 1960-х годов в Великобритании и США как то, что музыкальный историк Пьеро Скаруффи назвал «ритм-н-блюз в исполнении белых европейских музыкантов». Английские группы, такие как The Who, The Yardbirds, Led Zeppelin, The Animals, Cream и The Rolling Stones, экспериментировали с музыкой ранних американских блюзменов Хаулина Вульфа, Роберта Джонсона, Джимми Рида, Мадди Уотерса и других. Ранние блюз-роковые группы «старались играть длинные и сложные импровизации, типичные для джазовых записей», но к середине 1970-х годов блюз-рок стал более тяжёлым и основанным на риффах. На волне популярности рок-музыки, «в начале 70-х годов граница между блюз-роком и хард-роком была едва заметна». Позже, в 1980-х и 1990-х годах исполнители блюз-рока вернулись к блюзовым корням, а некоторые, например, The Fabulous Thunderbirds или Стиви Рэй Вон, «флиртовали со статусом рок-звёзд».

## Описание
Для блюз-рока характерно наличие блюзовой импровизации, с активным использованием пентатоники, применение 12-тактовой блюзовой гармонии, ритмического рисунка «буги», акцентирование электрогитарного звука и особенностей техники, а также зачастую основанное на риффах звучание, более тяжёлое, чем в традиционном чикагском блюзе. Блюз-рок часто играется с более быстрым темпом, что также отличает этот жанр от блюза.
Основные инструменты в блюз-роке — это электрогитара, бас-гитара и ударная установка. Вокал также играет ключевую роль, хотя и не всегда: существует множество инструментальных блюз-роковых композиций. Изредка применяются клавишные инструменты, такие как синтезатор, пианино или орган. Гитарный звук подвергается искажению, в отличие от традиционного блюза, в котором используется акустическая гитара. Нередко применение двух гитар — одной для аккомпанемента, другой для мелодической партии.

## История
Несмотря на то, что рок и блюз исторически всегда были тесно связаны, выделение блюз-рока в отдельный музыкальный жанр относится только к концу 1960-х годов.
Изначально жанр появился в Англии, где музыканты вроде Алексиса Корнера и Джона Мэйала создавали группы, выступавшие в качестве тренировочных площадок для будущих звёзд жанра, таких как «Free», «Savoy Brown», ранние составы «Fleetwood Mac». В то же время к пионерам блюз-рока относятся и американские музыканты вроде Джонни Винтера, Пола Баттерфилда и группы «Canned Heat».
Революционно электрическое исполнение блюза Джими Хендриксом (участником многих американских ритм-энд-блюзовых и соул-групп в начале 1960-х годов) и его трио «Jimi Hendrix Experience» и «Band of Gypsys» имело широкое и долговременное влияние на развитие блюз-рока, в особенности для гитаристов.
Другой гитарист, имеющий сильное влияние на этот жанр — Эрик Клэптон. Его работы в 1960-х и 1970-х годах с Джоном Майалом и группой «John Mayall & the Bluesbreakers», группой «The Yardbirds», в супергруппах «Blind Faith», «Cream», «Derek And The Dominos», а также протяжённая сольная карьера, очень много значили для признания блюз-рока самостоятельным жанром.
В конце 1960-х годов ещё один бывший участник группы «The Yardbirds» Джефф Бек со своей группой «Jeff Beck Group», ставшей популярной в США и Англии, привнёс в блюз-рок более тяжелое звучание хард-рока.
Третий воспитанник группы «The Yardbirds» — гитарист Джимми Пейдж — создал группу «New-Yardbirds», которая вскоре сменила название на «Led Zeppelin». В течение первой половины 1970-х годов группа «Led Zeppelin» доминировала на мировой блюз-роковой сцене. Другие блюз-роковые музыканты, имевшие влияние на блюз-роковую сцену Англии в 1970-х годах, включали Рори Галлахера и Робина Тровера.
Блюз-рок был одним из первых жанров, прижившихся в русском роке. В нём часто работала группа «Машина времени», а также Шанхай, Зоопарк, Крематорий, помимо прочих.